# الکساندر آکیمنکو
الکساندر آکیمنکو (اوکراینی: Олександр Олександрович Акименко؛ زادهٔ ۵ سپتامبر ۱۹۸۵) بازیکن فوتبال اهل اوکراین است.
از باشگاه‌هایی که در آن بازی کرده‌است می‌توان به باشگاه فوتبال استال آلچفسک و باشگاه فوتبال متالورگ دونتسک اشاره کرد.